# Jurassic Park (Ocean Software)
Pour les articles homonymes, voir Jurassic Park (homonymie).
Jurassic Park est un jeu vidéo d'action, développé par Ocean Software, sorti sur Super Nintendo, NES et Game Boy, ainsi que sur Amiga, Amiga 1200 et PC en 1993.

## Histoire du développement
En 1993, le film Jurassic Park de Steven Spielberg, adapté d'un livre de Michael Crichton, sort au cinéma et remporte un immense succès. Profitant de cette popularité, de nombreuses adaptations voient le jour dans le monde vidéoludique.

### Portages
- Une version du jeu existe sur NES et Game Boy mais sans les intérieurs 3D.
- Les versions Amiga, Amiga 1200 et PC éditées par Océan diffèrent des versions consoles bien qu'elles partagent la vue de dessus en extérieur et les phases intérieures en 3D[1].

## Synopsis
Le joueur incarne Alan Grant qui doit s'échapper d'une île du Pacifique remplie de dinosaures. Mais auparavant, Alan doit remplir divers objectifs : remettre le courant en mettant sous tension le générateur, activer les détecteurs de mouvements en démarrant un ordinateur, récolter les œufs de vélociraptors, contacter le bateau, récupérer un gaz neurotoxique et détruire les œufs de velociraptors dans leurs nids, bloquer l'accès des velociraptors dans le Centre des Visiteurs, activer les niveaux 1 et 2 de sécurité du parc, collecter les cartes d'identification des différents protagonistes du film, éliminer tous les dinosaures du bateau, contacter la terre pour obtenir un hélicoptère et quitter l'île.
Plusieurs bâtiment sont présents dans le jeu et où Alan doit pénétrer pour atteindre les objectifs qui lui sont demandés : La Remise de Nublar, la Remise du Nord, la Remise de la Plage, le Bateau, le Centre des Visiteurs, l'Enclos des Raptors et le Nid des Raptors.

## Système de jeu
Une particularité du jeu est que la vue change selon qu'on se trouve à l'intérieur ou à l'extérieur des bâtiments. À l'extérieur, le joueur voit son personnage de dessus (à la manière des premiers The Legend of Zelda) mais la vue passe à la première personne une fois à l'intérieur pour se rapprocher des jeux de tir à la première personne.
Son impossibilité de sauvegarder, malgré la difficulté et la longueur du jeu, décourage de nombreux joueurs, même si l'émulation peut désormais pallier ce défaut.
Le jeu est compatible avec la souris Super Nintendo pour, par exemple, l'utilisation des terminaux.

## Personnages
Le joueur retrouve les différents héros de l'histoire (John Hammond, Ellie Sattler, Alexis et Timoty, Ian Malcolm, Dennis Nedry, Ray Arnold, Docteur Wu,…) qui communiquent avec Alan lorsque celui-ci s'approche d'un émetteur radio.